# Бивис и Баттхед уделывают Вселенную
«Бивис и Баттхед уделывают Вселенную» (англ. Beavis and Butt-Head Do the Universe) — американский мультфильм, созданный Майком Джаджем и основанный на мультсериале «Бивис и Баттхед», сиквел мультфильма «Бивис и Баттхед уделывают Америку». Его премьера состоялась на потоковом сервисе Paramount+ 23 июня 2022 года. Мультфильм получил высокие оценки критиков.

## Сюжет
Действие мультфильма начинается в Хайленде, Техас, в 1998 году. Бивис и Баттхед случайно сжигают школьную научную выставку. Судья, который выносит вердикт по их делу, находится под впечатлением от сериала «Прикосновение ангела», поэтому решает, что в дурном поведении подростков виновато общество. Он даёт им шанс на исправление, отправляя в лагерь в Космический центр имени Линдона Джонсона. Там Бивиса и Баттхеда впечатляет симулятор стыковки космических кораблей, так как процесс стыковки похож на половой акт. В НАСА решают подготовить ребят как астронавтов и позволить принять участие в настоящей стыковке, чтобы привлечь внимание американцев к космической программе. Капитан астронавтов Серена Райан предлагает Бивису и Баттхеду пройти подготовку для полёта в космос. Они решают, что Серена предлагает пройти подготовку для секса с ней в космосе, поэтому соглашаются.
После подготовки Бивис и Баттхед отправляются на шаттле «Индевор» в космос. Там они случайно разрушают и шаттл, и орбитальную станцию «Мир». Серена, раздражённая поведением подростков, выбрасывает их в открытый космос. Героев засасывает чёрная дыра, потом они оказываются в Галвестоне. В Пентагоне узнают, что через пространственно-временной разрыв прошли двое каких-то существ, и начинают поиски. Серена Райан, баллотирующаяся в губернаторы Техаса, узнаёт по фотографии, что Бивис и Баттхед каким-то образом вернулись на Землю, и решает найти их и убить, чтобы не всплыла история о попытке убийства в космосе. Подростки тем временем встречают Умного Бивиса и Умного Баттхеда из другой мультивселенной, которые рассказывают, что Бивису и Баттхеду нужно срочно пройти через портал на Эвересте, чтобы спасти обе вселенные.
В смартфоне Бивис и Баттхед случайно активируют виртуальную голосовую помощницу «Сири», которую принимают за Серену Райан. Бивис начинает проникаться чувствами к Сири. Герои думают, что Серена ждёт их дома, и отправляются туда. По дороге Бивис роняет телефон в биотуалет на стройке, потом их в этом туалете перевозят в колледж. Они попадают на лекцию, где узнают, что обладают «привилегией белых». Бивис и Баттхед используют эту «привилегию», чтобы всё крушить, в итоге попадают в тюрьму. Там один из заключённых просит Бивиса спрятать некие таблетки, но Бивис начинает их глотать, превращаясь в Великого Кукурузо, своё гиперактивное альтер эго, и случайно поднимает в тюрьме бунт. Тюремный надзиратель, находясь под впечатлением от сериала «Прикосновение ангела», освобождает обоих.
Подростки, наконец, возвращаются домой. Там они не находят Серену, но обнаруживают, что их дом прошёл реновацию и выставлен на продажу. Бивис и Баттхед ссорятся и расходятся в разные стороны. Правительственные агенты и Серена отлавливают их по одному. Помощник Серены Хартсон помогает им сбежать, затем правительственные агенты вместе с Сереной гонятся за Бивисом и Баттхедом, а Бивис и Баттхед гонятся за Сереной.
В Пентагоне понимают, что подростки не представляют собой угрозу. Бивис пытается рассказать Серене о своих чувствах, но появившийся Умный Бивис прерывает его и уводит Серену в свой мир, где занимается с ней сексом (этот Бивис становится единственным во всех вселенных, у которого когда-либо был секс). Тем временем в портал, который вместо Эвереста был переоткрыт в туалете дома Бивиса и Баттхеда, засасывает Хартсона. В обмен на молчание обо всей этой истории правительство покупает Бивису и Баттхеду новый телевизор.

## Роли озвучивали
- Майк Джадж — Бивис и Баттхед во всех своих версиях / Дэвид ван Дриссен / директор МакВикер
- Андреа Сэвадж — Серена Райан
- Нат Факсон — Джим Хартсон
- Гэри Коул — Мэттисон
- Крис Диамантопулос — офицер полиции / заключённые / сотрудники тюрьмы
- Дэвид Херман — немецкий турист / Гейдж / тюремный надзиратель
- Брайан Хаски — Ричард Вак
- Чи Макбрайд — Меткалф / судья
- Тиг Нотаро — профессор
- Стивен Рут — тюремный татуировщик
- Мартин Старр — сотрудник тюрьмы / байкер
- Джимми О. Ян — специалист по полётам Юнг / Джефф
- Тоби Хасс — Тодд Иануцци
- Фил Ламарр — специалист по полётам / правительственные агенты / офицер полиции
- Токс Олагундойе — помощница на избирательной кампании / девушки из фантазии Баттхеда / студентки
- Зехра Фазал — девушка из фантазии Баттхеда
- Эшли Гарднер — Анита Росс
- Мэри Бёрдсонг — репортёр
- Тру Валентино — Маккейб / начальник тюрьмы
- Карлос Алазраки — специалист по полётам Вальдивия

## Создание и оценки
Производством фильма занимался Майк Джадж, он же озвучил главных героев. 2 июня 2022 года вышел трейлер мультфильма. Премьера состоялась на потоковом сервисе Paramount+ 23 июня 2022 года.
На сайте-агрегаторе отзывов Rotten Tomatoes мультфильм получил рейтинг 97 % при средней оценке 7,2 из 10, на сайте Metacritic — 70 баллов из 100, что указывает на «в целом положительные отзывы». Энди Келли из The Gamer счёл «Бивиса и Баттхеда» одним из лучших фильмов года. Сол Харрис из Starburst оценил мультфильм на 4 звезды из 5, назвав его «претендентом на звание самого смешного фильма 2022 года».